# Khaled Bebo
Khaled El-Amin (Suez, 6 de outubro de 1976) é um ex-futebolista profissional egípcio que atuava como atacante.

## Carreira
Khaled Bebo se profissionalizou no Suez.

## Seleção
Khaled Bebo integrou a Seleção Egípcia de Futebol na Copa das Confederações de 1999, no México.